# Yokohama Keio Challenger 2023
Il Yokohama Keio Challenger 2023 è stato un torneo maschile e femminile di tennis professionistico. Il torneo maschile fa parte della categoria Challenger 75 nell'ambito dell'ATP Challenger Tour 2023 e si è giocato dal 20 al 26 novembre 2023. Il torneo femminile fa parte dell'ITF Women's World Tennis Tour nella categoria W40 e si è giocato dal 27 novembre al 3 dicembre 2023. Entrambi si sono giocati al Mamushidani Tennis Courts di Yokohama, in Giappone.

## Torneo maschile

### Teste di serie
| Nazionalità | Giocatore       | Ranking* | Testa di serie |
| ----------- | --------------- | -------- | -------------- |
| Giappone    | Yosuke Watanuki | 81       | 1              |
| Austria     | Jurij Rodionov  | 107      | 2              |
| Stati Uniti | Michael Mmoh    | 109      | 3              |
| Australia   | James Duckworth | 113      | 4              |
| Stati Uniti | Maxime Cressy   | 127      | 5              |
| Italia      | Luca Nardi      | 128      | 6              |
| Australia   | Marc Polmans    | 158      | 7              |
| Svizzera    | Leandro Riedi   | 160      | 8              |

* Ranking al 13 novembre 2023.

### Altri partecipanti
I seguenti giocatori hanno ricevuto una wild card per il tabellone principale:
- Masamichi Imamura
- Rio Noguchi
- Rei Sakamoto

Il seguente giocatore è entrato in tabellone come alternate:
- Altuğ Çelikbilek

I seguenti giocatori sono passati dalle qualificazioni:
- Yasutaka Uchiyama
- Colin Sinclair
- Omar Jasika
- Kalin Ivanovski
- August Holmgren
- Naoki Nakagawa

I seguenti giocatori sono entrati in tabellone come lucky loser:
- Chung Yun-seong
- Mathys Erhard
- Giovanni Fonio

## Campioni

### Singolare maschile
Yosuke Watanuki ha sconfitto in finale  Yuta Shimizu con il punteggio di 7–6(5), 6–4.

### Doppio maschile
Filip Bergevi /  Mick Veldheer hanno sconfitto in finale  Ray Ho /  Calum Puttergill con il punteggio di 2–6, 7–5, [11–9].

### Singolare femminile
Aliona Falei ha sconfitto in finale  Ayano Shimizu con il punteggio di 6–3, 7–5.

### Doppio femminile
Liang En-shuo /  Tang Qianhui hanno sconfitto in finale  Aoi Itō /  Natsumi Kawaguchi per walkover.